# Étienne Arago
Pour les articles homonymes, voir Arago.
 (novembre 2016).
Étienne Vincent Arago  est un dramaturge et homme politique français né à Perpignan le 9 février 1802 et mort à Paris 6e le 6 mars 1892. Républicain engagé, exilé, il est maire de Paris en 1870.

## Biographie

### Famille

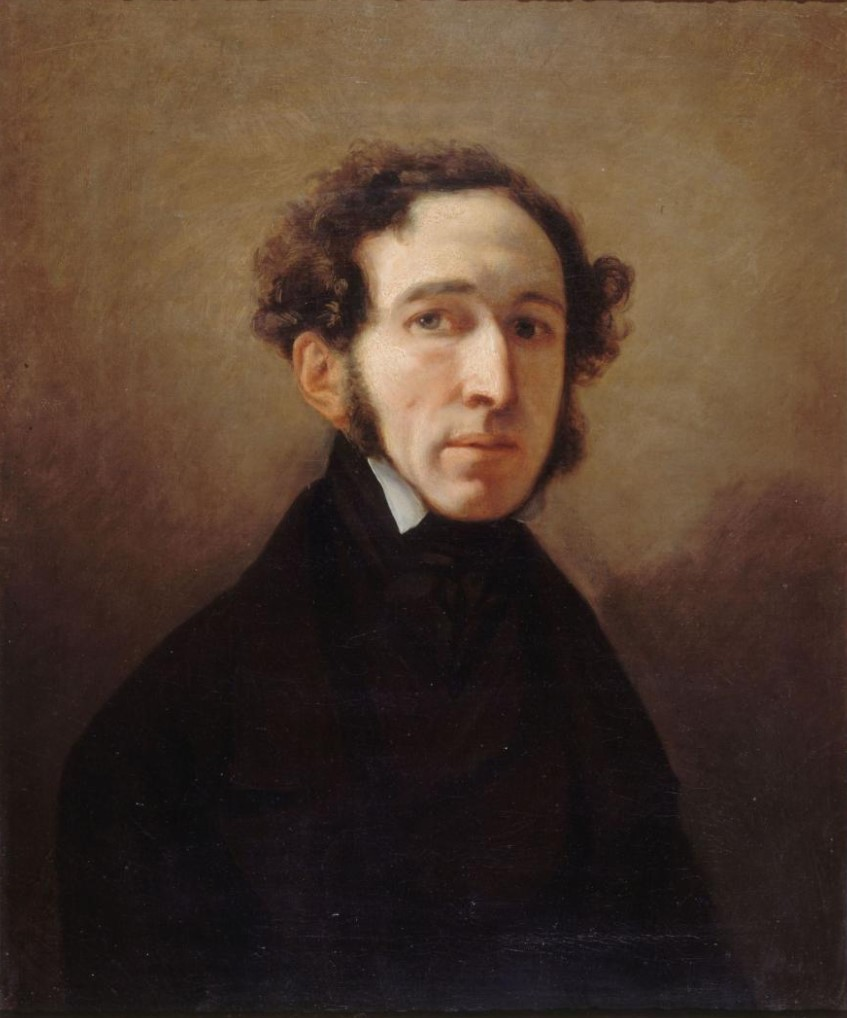
Étienne Arago, portrait peint par Horace Vernet, vers 1844-1854, musée Carnavalet.

Étienne Arago est le dernier des six frères Arago, fils de François Bonaventure Arago et de Marie Anne Agathe Roig
À la différence de ses cinq frères, nés à Estagel, Étienne est né à Perpignan. Ses parents, en effet, venaient de quitter le petit village d’Estagel, situé non loin de là, son père, Bonaventure Arago, ayant été nommé directeur de l’Hôtel de la Monnaie à Perpignan. Étienne eut-il un petit regret de cette différence de naissance dans cette fratrie aux si nombreux points communs ? Toujours est-il qu’il prit parfois comme pseudonyme d’auteur de théâtre d’Estagel, par exemple pour Le Rabot et le Cor de chasse.
Il eut une enfance heureuse, petit dernier entouré de l’affection des siens. Il commença ses études au collège de Perpignan, dirigé par un ecclésiastique, puis, à treize ans, il entra à l’abbaye-école de Sorèze, tenue par des Bénédictins. Cet établissement renommé fonctionnait depuis le XVIIe, et il ne ferma ses portes qu’en 1991, après avoir vu passer dans ses murs nombre de futurs généraux, avocats, journalistes, sénateurs, polytechniciens, etc. Étienne fit moins de trois années scolaires dans cette institution. Son père, en effet, nommé sous le Consulat, était mort en décembre 1814 et son fils Jean, qui lui avait succédé, fut révoqué pendant la Restauration. La famille n’eut plus alors les moyens de supporter les frais de scolarité d'Étienne.
Celui-ci, grâce à l’appui de son frère aîné, François Arago, entre alors comme préparateur de chimie à l’École polytechnique, connue par son républicanisme et par l'activisme de ses étudiants. Il y rencontre notamment Auguste Comte et Eugène Cavaignac, auprès de qui il forme ses goûts et convictions politiques républicaines, qu'il conserve toute sa vie. Il s'initie à la Charbonnerie, et en devient un militant si actif qu'il doit quitter Polytechnique. C'est la première fois qu’on lui fait payer son engagement politique, et ce n'est pas la dernière. Il participe à l'évasion de Joseph Mérilhou, enfermé à la prison de Perpignan, et assiste à l’exécution des quatre sergents de La Rochelle le 21 septembre 1822, avant de rejoindre l’Espagne, pour y soutenir les opposants à l’expédition du duc d’Angoulême.

### Occupations littéraires

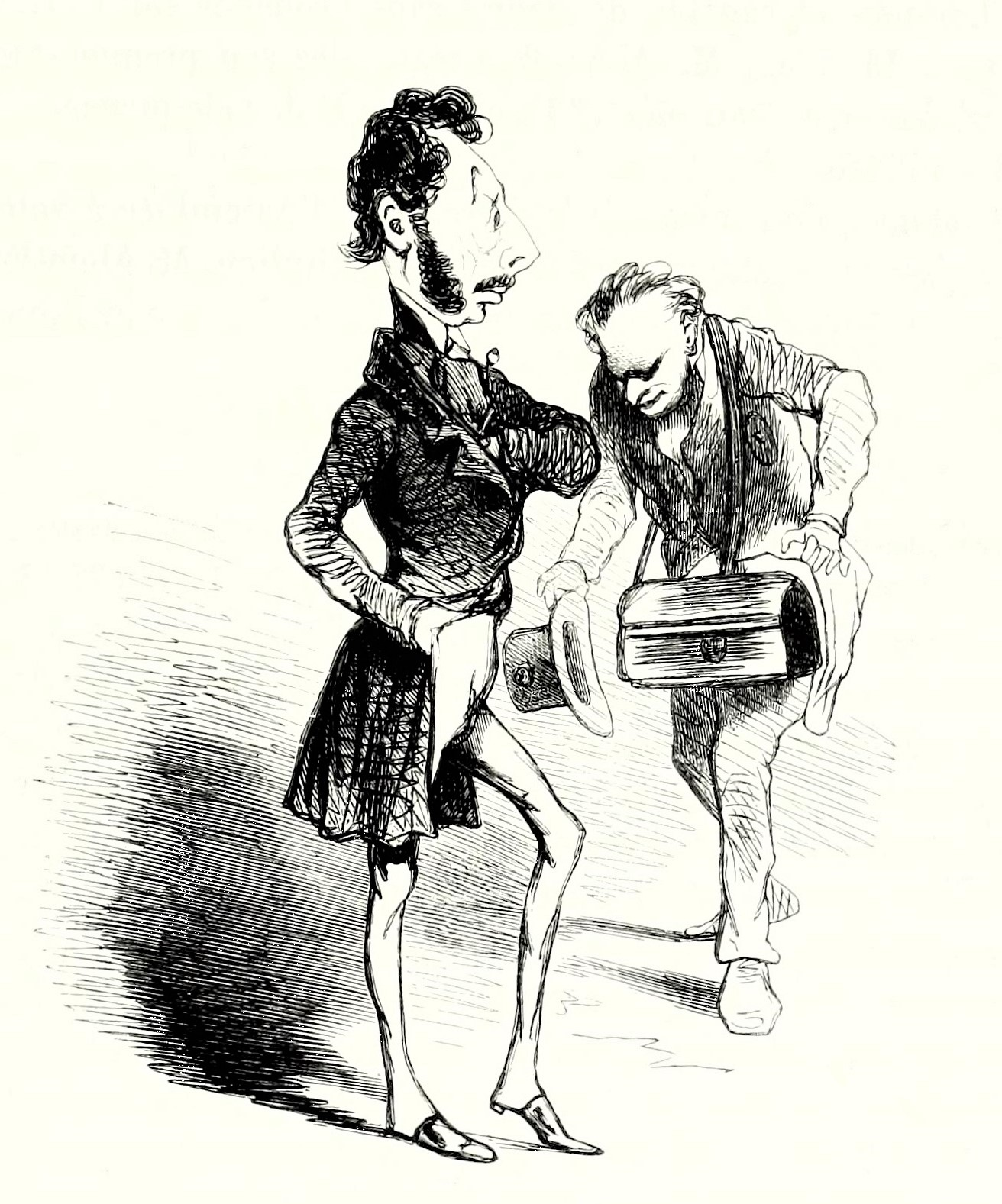
Caricature d'Étienne Arago par Cham.

À côté de la politique, Étienne Arago avait une seconde passion : celle d’écrire. À Paris, il avait rencontré plusieurs écrivains, dont Auguste Le Poitevin de L'Égreville et Honoré de Balzac. Ces jeunes gens se posaient la même question : pour se faire un nom, ou, plus généreusement, pour être utile à la société, quel chemin choisir, la littérature ou la politique ? En 1822, ils décidèrent d’écrire en collaboration, mais leur ouvrage commun, L'Héritière de Birague, dans la veine gothique du moment, connut si peu de succès qu’ils ne renouvelèrent pas l’expérience. Après quelques années de tâtonnements, Balzac trouva une réponse à cette interrogation : il choisit définitivement la littérature. Étienne Arago, lui, oscille toute sa vie dans cette alternative. Il se tourna un moment vers le journalisme, qui aurait pu constituer une synthèse de ses deux passions. Avec un ami, Maurice Alhoy et Le Poitevin, ils fondent le journal Le Figaro. Mais l’affaire marchait mal, et Arago, quelques semaines plus tard, cèdent ses parts à Le Poitevin, qui revendit le titre en 1827 à Victor Bohain.
Arago fit représenter dès 1823 des pièces de théâtre, généralement des vaudevilles, des comédies ou des mélodrames, écrites le plus souvent en collaboration, notamment avec les deux amis cités précédemment ou avec Varin, Desvergers, Emmanuel Théaulon, etc. Ces œuvres, pour la plupart, trouvèrent le succès, et il est curieux de constater que ce républicain militant, actif et intransigeant était aussi un homme d’esprit capable de briller dans ces genres théâtraux légers. Ce dualisme exista longtemps, puisqu’il écrivit régulièrement pour le théâtre jusqu’en 1847 sans jamais renier ses convictions politiques.
En 1829, il obtint la direction du théâtre du Vaudeville. Mais cette fonction ne l’enrichit pas, bien au contraire. Le théâtre connut des saisons médiocres jusqu’en juillet 1838 où il fut détruit par un incendie. En 1839, les actionnaires mécontents renvoyèrent le directeur avec un passif de 250 000 francs. Étienne Arago parvint avec le temps (plus de trente ans !) et de constants sacrifices à régler peu à peu tous ses créanciers, et à être pleinement réhabilité de cette faillite.

### Engagement politique
À côté de ses occupations littéraires et théâtrales, Étienne Arago poursuivait ses activités politiques, parfois de façon spectaculaire. En juillet 1830, il fit fermer son théâtre du Vaudeville et distribuer sur les barricades les armes qui y étaient en réserve. En tant qu’aide de camp de Lafayette, il participa activement à ces journées dites les Trois Glorieuses, qui conduisirent à la chute des Bourbons. Un peu plus tard, compromis dans les insurrections républicaines de 1832 puis dans les émeutes d'avril 1834, il se cacha en Vendée pour se soustraire à la police après la défaite des républicains de juin 1834, au moment de la publication de son article sur « La République et les artistes »,. L’année suivante il aida à l’évasion de certains détenus politiques de la prison Sainte-Pélagie.

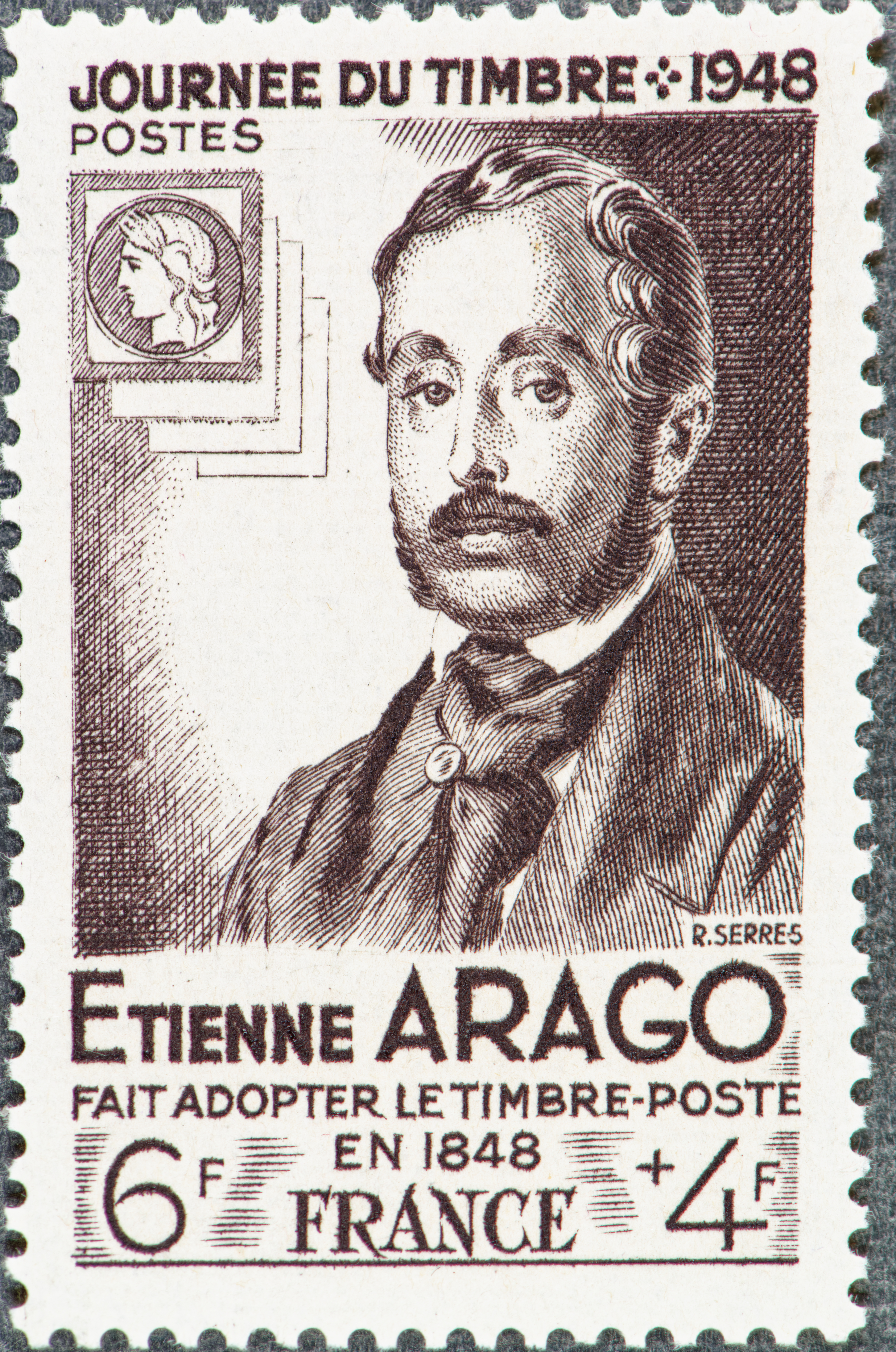
Etienne Arago signa le décret créant le premier timbre-poste français.

En 1847, il fit représenter au Théâtre-Français une comédie en vers, Les Aristocraties, écrite seul, où il expose avec esprit ses idées républicaines. C'est la dernière ; dorénavant, il jette toutes ses forces dans les combats politiques. En février 1848, il se retrouva en armes sur les barricades aux postes les plus exposés. Le 24 février, le jour de l’abdication de Louis-Philippe, il réussit à prendre l’hôtel des Postes et s’installa à la place du directeur. Un gouvernement provisoire fut formé, dans lequel figurait son frère François Arago aux côtés de Lamartine et Ledru-Rollin. Il fut confirmé dans ses fonctions de directeur général des Postes. Il en démissionna en décembre 1848 lors de l’élection de Louis-Napoléon Bonaparte à la présidence de la République. Mais c’est sous sa brève administration que l’usage des timbres-poste fut décidé et mis en place dans le pays.

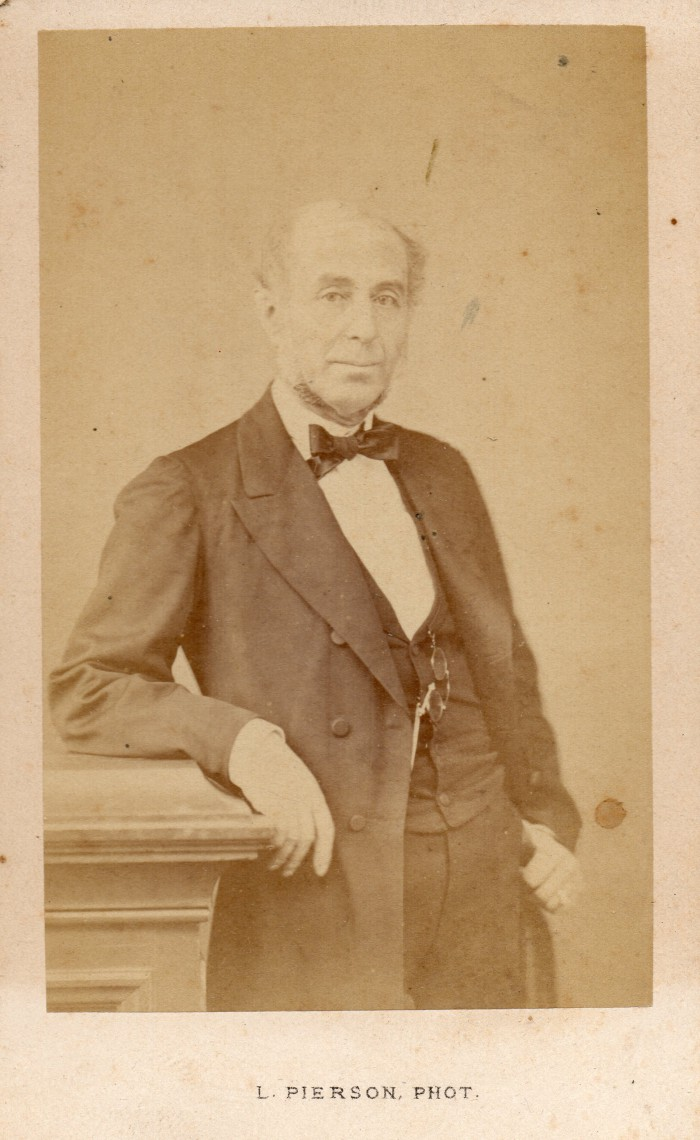
Étienne Arago par Pierre-Louis Pierson.

Élu en avril 1848 à l’Assemblée constituante, tout comme son frère François et son neveu Emmanuel, il s’opposa, ensuite, très vivement à la politique du parti de l'Ordre. En juin 1849, aux côtés de Ledru-Rollin, il fut l’une des têtes de la manifestation montagnarde, et pour ce fait la Haute-Cour de Versailles le condamna à la déportation et à la saisie de ses biens. Il put se réfugier à temps en Belgique, où il fut assigné à résidence à Spa. Ce n’est que dix ans plus tard, à la signature du décret d’amnistie des proscrits républicains de 1859 qu’il rentra enfin en France.

### Retour d’exil

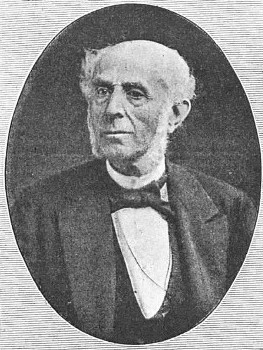
Étienne Arago par Ladrey.

Il renonça un moment aux luttes politiques, se consacrant à la production littéraire : Une voix en exil, Les Postes en 1848, etc. Il écrivit également pour les journaux sous le pseudonyme de Jules Ferney. Les évènements de 1870 lui rendirent un rôle. Avec les parlementaires, il s’opposa à la Régence de l’Impératrice Eugénie : le peuple de Paris l’acclama et en fit son maire, sur proposition de Léon Gambetta, le 4 septembre 1870, quelques jours avant le terrible siège de la ville par les troupes allemandes.
Il sut mener à bien cette tâche difficile dans cette situation d'exception, mais il ne fut, pour Paris, qu’un maire bien passager. En effet, en novembre des élections municipales furent organisées, mais n’étant pas candidat à sa propre succession, car il estimait qu’un maire non élu, simplement choisi par acclamation, n’a pas une reconnaissance officielle, il démissionna le 15 novembre 1870.
Élu des Pyrénées-Orientales, il démissionna aussi, le 8 février 1871, en raison de missions diplomatiques importantes en Italie. À la fin de sa vie, passionné alors par les arts, Étienne fut nommé par Jules Ferry conservateur du musée du Luxembourg. Il le resta jusqu’à sa mort le 6 mars 1892, à l'âge de 90 ans. Il est enterré au cimetière du Montparnasse (10e division, 4e tombe Sud, 27e Ouest).

## Publications

### Œuvres théâtrales
- Stanislas, ou La Suite de Michel et Christine, vaudeville avec Saint-Alme en 1823.
- L’Anneau de Gygès, vaudeville avec Desvergers en 1824.
- Le Pont de Kehl, ou Les Faux Témoins, mélodrame en 3 actes avec Cuvelier et Desvergers en 1824.
- Un jour d'embarras, vaudeville avec Saint-Alme en 1824.
- L’Amour et la guerre, vaudeville avec Varin et Charles Desnoyer en 1825.
- Le Compagnon d'infortune, ou Les Prisonniers, comédie-vaudeville en 1 acte avec Théaulon (Variétés le 19 janvier 1825).
- C’est demain le treize ou Le Sentiment et l’almanach avec Desvergers en 1826.
- Lia ou Une nuit d'absence, vaudeville avec Desvergers en 1826.
- Le Départ, séjour et retour, comédie-vaudeville en 3 actes avec Desvergers et Varin en 1827.
- La Fille du portier, drame en 3 actes avec Anicet-Bourgeois en 1827.
- La Fleuriste, vaudeville avec de Villeneuve en 1827.
- Gérard et Marie, vaudeville avec de Villeneuve en 1827.
- L’Avocat, mélodrame en 3 actes avec Desvergers en 1827.
- Mandrin, mélodrame en 3 actes avec Benjamin Antier en 1827.
- Pauvre Arondel, ou les 3 talismans, vaudeville-féerie en deux actes avec de Villeneuve en 1827 ou 1828.
- Les Quatre Artistes ou Les Lettres et les Portraits, 1827.
- Le Rabot et le cor de chasse, ou Le Cousin et le voisin, comédie avec Anicet-Bourgeois et d'Estagel (Étienne Arago) en 1828.
- Le Malade par circonstance, vaudeville avec Varin et Desvergers en 1829.
- Paul Morin, drame en 3 actes avec Marie Aycard en 1829.
- Le Cousin Frédéric, ou La Correspondance, comédie-vaudeville avec Rougemont et Alexandre Basset en 1829.
- Cagotisme et liberté ou Les Deux Semestres, vaudeville avec Duvert et Ancelot en 1830.
- Arwed ou Les Représailles, avec Varin et Desvergers en 1830.
- Vingt-sept, 28 et 29 juillet, tableau épisodique des trois journées avec Duvert en 1830.
- Madame Dubarry, vaudeville en 3 actes avec Ancelot en 1831.
- Les Chemins en fer, vaudeville-revue composé à la mécanique, avec les couplets faits à la vapeur, avec Maurice Alhoy en 1832 ou 1833.
- La Vie de Molière, vaudeville en 3 actes avec Dupeuty en 1832.
- Le Prix de folie, vaudeville avec son frère Jacques Arago en 1833 ou 1834.
- Les Malheurs d'un joli garçon, vaudeville avec Varin et Desvergers en 1834 ;
- Théophile, ou Ma vocation, vaudeville avec Varin et Desvergers en 1834.
- Les Pages de Bassompierre, avec Varin et Desvergers en 1835.
- Paris dans la comète, revue-vaudeville avec Rougemont et Dupeuty en 1835.
- Arriver à propos, vaudeville avec Lubize en 1836.
- Le Démon de la nuit, vaudeville en 2 actes avec Bayard en 1836.
- Casanova au fort St André, vaudeville avec Varin et Desvergers en 1836 ; dont Albert Lortzing tira un opéra comique en 3 actes : Casanova, créé le 31 décembre 1841 à Leipzig.
- Le Mari à la ville et la femme à la campagne, vaudeville avec Varin et Desvergers en 1837.
- Le Secret de mon oncle, vaudeville avec Varin et Desvergers en 1837.
- Le Cabaret de Lustucru, vaudeville avec Jaime en 1838.
- Les Maris vengés, vaudeville avec Decomberousse et Roche en 1839.
- Les Mémoires du diable, vaudeville en 3 actes avec Paul Vermond en 1842.
- Brelan de troupiers, avec Dumanoir en 1843.
- Une Invasion de grisettes, avec Charles Varin en 1844.
- Les Aristocraties, comédie en cinq actes et en vers, jouée en 1847 au Théâtre-Français (Mme Judith dans le rôle de Laurence Verdier).

### Publication d'exil
- Le Deux décembre, poème en cinq chants. Bruxelles, 1853. [Londres et New-York, Chez tous les libraires. 1853.] In-32 broché, [1 (faux-titre)], [1 bl.], [1 (titre)], [1 bl.], 108 p.